# Uszer
Uszer  ("Erős") ókori egyiptomi hivatalnok, a koptoszi nomosz kormányzója volt a VIII. dinasztia idején. Főleg egy álajtóról ismert, amelyet Khozamban (az ókori Iusensenben) találtak 1884-ben. Az álajtó körülbelül egy méter magas, anyaga  grauvakke; ma a kairói Egyiptomi Múzeumban található (katalógusszám: CG 1442). Uszer itt jelentős címek sorát viseli: az isteni atya, az isten kedveltje; Felső-Egyiptom elöljárója; a sivatagi földek elöljárója; a koptoszi nomosz ura; a papok elöljárója; a keleti és a nyugati sivatagok elöljárója. Nomoszkormányzóhoz képest szokatlan módon viselte „a király legidősebb fia” címet is. Nem tudni, ez tiszteletbeli cím, vagy valóban az uralkodó fia volt.
Uszer datálása sokáig kérdéses maradt, mostanra azonban tudni, mikor élt, mert ábrázolják Semai vezír koptoszi sírjában; a jeleneten követ szállít ide Elephantinéból. Ez alatt egy másik jelenet volt, amely mára elpusztult, csak egy szöveges része maradt fenn, melyen említik Uszer címeit, köztük „a király legidősebb fia” címet. Semairól tudni, hogy a VIII. dinasztia végén töltötte be hivatalát.

## Fordítás
- Ez a szócikk részben vagy egészben  az   User (ancient Egyptian official) című angol Wikipédia-szócikk ezen változatának fordításán alapul.  Az eredeti cikk szerkesztőit annak laptörténete sorolja fel. Ez a jelzés csupán a megfogalmazás eredetét és a szerzői jogokat jelzi, nem szolgál a cikkben szereplő információk forrásmegjelöléseként.